# 武谷公雄
武谷 公雄（たけたに きみお、1979年12月16日 - ）は、日本の俳優。大分県生まれ神奈川県横浜市出身。レトル所属。

## 来歴
1999年、大学在学中に早稲田大学「劇団森」に参加。本格的に演劇活動を始める。
大学卒業後外資系保険会社に就職し国内で優秀な成績を収め退社。フリーとなり本格的に俳優としての活動を行う。
2013年、舞台「黒塚」にてCoRichi舞台芸術祭り俳優賞受賞。その後行われた海外公演では、哀れな老婆が鬼女となる役を説得力のある身体表現ときめ細やかな心理描写で見事に体現し、フランスでも高く評価される。
舞台活動を中心に、ドラマ、映画、CMと活動の場を広げている。

## 人物
幼少時から古い邦画で往年の名俳優の芝居を鑑賞して過ごす。その結果、幼少期より観察眼が養われ、俳優の形態模写が得意になる。「日本の俳優100人の形態模写」シリーズがあり。仲代達矢本人からも公認をもらっている。
サラリーマン時代に損害保険募集人、生命保険募集人、FP2級を取得している。

## 出演

### テレビドラマ
2024年
- Netflix「地面師たち」（脚本・監督：大根仁）1話 - 無線の声 役
- NHK「未来の私にブッかまされる!?」（脚本：大池容子　演出：田中正）6話  - たい焼き屋 役
- NHK BSプレミアム「おいち不思議がたり」（脚本：宮村優子　演出：西谷真一）5回 - おまきの父親 役
- NHK「3000万」（作：名嘉友美　演出：小林直毅）4話 - クレーマーの男の声 役
- NHK「お別れホスピタル」（脚本：安達奈緒子　演出：柴田岳士）2話 - 患者の息子 役
- NTV「ザ!世界仰天ニュース」（ポール中岡ハイジャック）部長 役

2023年
- テレ東「THE_TRUTH」（総合演出・脚本：高崎卓馬　監督：平田大輔）3話 - スタートアップの男 役
- NTV「ザ!世界仰天ニュース」（日航機123便墜落事故） - 機長 役
- WOWOW 「にんげんこわい2・鰍沢」（脚本：首藤凜 監督：賀内健太） - お熊（松本若菜）の主人 役
- NHK 連続テレビ小説「らんまん」（脚本：長田育江 演出：渡辺哲也）55回 - 貴族 役
- NHK 「大奥」（脚本：森下佳子 演出：大原拓）2話・3話 - 膳所の男 役

2019年
- NHK大河ドラマ 「いだてん〜東京オリムピック噺〜」（作:宮藤官九郎　演出:井上剛）第8回 - 新聞記者 役

### 舞台
2024年
- 劇団普通「病室」（作・演出：石黒麻衣）
- 木ノ下歌舞伎「三人吉三廓初買」（補綴：木ノ下裕一　演出：杉原邦生）
- カンパニーデラシネラ「点と線」（原作：松本清張　演出：小野寺修二）
- ホエイ「クチナシと翁」（作・演出：山田百次）
- スーウェイ「逢いにいくの、雨だけど」[2]（作：横山拓也　演出：柳本順也）

2023年
- KAATプロデュース「アメリカの時計」（作：アーサー・ミラー　演出：長塚圭史）
- 「ケムリ研究室・研究見学会　リーディング&トーク」（ケラリーノ・サンドロヴィッチ×緒川たまき）
- 木ノ下歌舞伎「桜姫東文章」（作：鶴屋南北　演出：岡田利規）
- 木ノ下歌舞伎「摂州合邦辻」（補綴：木ノ下裕一　演出：糸井幸之介）
- 文の京リーディングドラマ「富嶽百景」（作：太宰治　演出：山本卓卓）
- ケムリ研究室「眠くなっちゃった」（作・演出：ケラリーノ・サンドロヴィッチ）声の出演

2022年
- 木ノ下歌舞伎「瀬戸内国際芸術祭 竜宮鱗屑譚」（作：木ノ下裕一　演出：白神ももこ）

2021年
- ケムリ研究室「砂の女」（演出・上演台本：ケラリーノ・サンドロヴィッチ）
- 新ロイヤル大衆舎×KAAT「王将」（演出：上演台本：長塚圭史）
- 木ノ下歌舞伎「義経千本桜ー渡海屋・大物浦ー」（補綴：木ノ下裕一　演出：多田淳之介）
- 範宙遊泳「心の声など聞こえるか」（作：山本卓卓　演出：川口智子）
- カクシンハン「ローマ帝国の三島由紀夫」（作：吉川日出男　演出：木村龍之介）

2020年
- 木ノ下歌舞伎「糸井版 摂州合邦辻」[3]（補綴：木ノ下裕一　演出：糸井幸之介）
- トライストーン・エンタテイメント「少女仮面」（作：唐十郎　演出：杉原邦生）

2019年
- 「ドクター・ホフマンのサナトリウム ～カフカ第4の長編～」（作・演出：ケラリーノ・サンドロヴィッチ）
- 木ノ下歌舞伎「糸井版 摂州合邦辻」（補綴：木ノ下裕一　演出：糸井幸之介）

2018年
- Q「毛美子不毛話」（作・演出：市原佐都子）
- ホエイ「スマートコミュニティアンドメンタルヘルスケア」（作・演出：山田百次）
- 切実「切実」（作：ふじきみつ彦　演出：岡部たかし）
- 渋谷・コクーン歌舞伎「切られの与三」（演出：串田和美）
- ホエイ「郷愁の丘ロマントピア」（作・演出：山田百次）

2017年
- 「心中天の網島」（補綴：木ノ下裕一　演出：糸井幸之介）
- 範宙遊泳「その夜と友達」（作・演出：山本卓卓）
- Q「毛美子不毛話」ソウル公演（作・演出：市原佐都子）
- サンプル「ブリッジ」（作・演出：松井周）
- キューブ「エジソン最後の発明」（作・演出：青木豪）
- サンプル「ブリッジ ～モツ宇宙へのいざない～」ワーク・イン・プログレス公演（作・演出：松井周）

2016年
- Q「毛美子不毛話」（作・演出：市原佐都子）
- 岡崎藝術座「イスラ！ イスラ！ イスラ！」（作・演出：神里雄大）
- 木ノ下歌舞伎「義経千本桜－渡海屋・大物浦－」[4]（補綴：木ノ下裕一　演出：多田淳之介）
- 木ノ下歌舞伎「黒塚」パリ公演（補綴：木ノ下裕一　演出：杉原邦生）

2015年
- 岡崎藝術座「イスラ！ イスラ！ イスラ！」（作・演出：神里雄大）
- 木ノ下歌舞伎「心中天の網島」（補綴：木ノ下裕一　演出：糸井幸之介）
- KUNIO「TATAMI」（作：柴幸男　演出：杉原邦生）
- 木ノ下歌舞伎「三人吉三」（補綴：木ノ下裕一　演出：杉原邦生）
- 木ノ下歌舞伎「黒塚」（補綴：木ノ下裕一　演出：杉原邦生）

2014年
- 木ノ下歌舞伎「三人吉三」（補綴：木ノ下裕一　演出：杉原邦生）
- 「紙風船文様」（作：岸田國士　演出：山本卓卓）
- 範宙遊泳「インザマッド（ただし太陽の下）」（作・演出：山本卓卓）
- 「紙風船文様」（作：岸田國士　演出：鎌田順也）
- 「紙風船文様」（作：岸田國士　構成・演出：白神ももこ）
- サンプル「シフト」（作・演出：松井周）
- 五反田団「新年　工場見学会2014」（作・演出：前田司郎、岩井秀人）

2013年
- 木ノ下歌舞伎「黒塚」（補綴：木ノ下裕一　演出：杉原邦生）
- 「紙風船文様」（作：岸田國士　演出：西尾佳織）
- 「紙風船文様」（作：岸田國士　演出：山本卓卓）

2012年
- 「あっこのはなし」（作・演出：藤田貴大）
- 岡崎藝術座「隣人ジミーの不在」（作・演出：神里雄大）
- 岡崎藝術座「アンティゴネ／寝盗られ宗介」（作：アンティゴネ・ソポフレース、つかこうへい　演出：神里雄大）

2011年
- 岡崎藝術座「レッドと黒の膨張する半球体」（作・演出：神里雄大）

2010年
- 岡崎藝術座「古いクーラー」（作・演出：神里雄大）
- 「華麗なる招待～The Long Christmas Dinner～」（作：ソーントン・ワイルダー　演出：柴幸男）
- FUKAIPRODUCE羽衣「あのひとたちのリサイタル」（作・演出：糸井幸之介）
- てがみ座「光る河」（作：長田育恵　演出：射延憲児）

2009年
- 岡崎藝術座「ヘアカットさん」（作・演出：神里雄大）
- てがみ座「ありふれた惑星」（作：長田育恵　演出：楢原拓）
- 「学芸会レーベル」（作・演出：中屋敷法仁）
- 「四色の色鉛筆があれば」（作・演出：柴幸男）

2008年
- 「川のある町に住んでいた」（作・演出：柴幸男）
- 岡崎藝術座「三月の5日間」（作：岡田利規　演出：神里雄大）

2007年
- 「武谷公雄一人芝居　マネーロンダリング」

### 映画
2019年
- 「21世紀の女の子『I Wanna Be Your Cat』」（監督：首藤凜）
- 「しあわせだったにゃよ」（監督：利重剛）

2018年
- 「クソ野郎と美しき世界『慎吾ちゃんと歌喰いの巻』」（監督：山内ケンジ）
- 「ドキュントメント　Changes」（監督：山本卓卓）

2015年
- 「花の名前」（監督：利重剛）

2013年
- 「キメラガールアンセム」（監督：ワタナベカズキ）

2012年
- 「ウォーク・アンド・スウィングスルー」（監督：ワタナベカズキ）

### ラジオドラマ
2021年
- 「イッツ・ア・ビューティフルワールド（各 全10回）」（作：今城文恵　演出：藤井靖） NHK-FM 青春アドベンチャー

2019年
- 「もぐらたちのブルース」（作：山田百次　演出：藤井靖）NHK-FM FMシアター

2016年
- 「白狐魔記 『天草の霧』『元禄の雪』（各 全10回）」（原作：斉藤洋　脚色：藤井香織　演出：藤井靖） NHK-FM 青春アドベンチャー

2011年
- 川崎市アートセンター アルテリオ ラジオドラマセッション「大いに笑ふ淀君」（作：坪内逍遥　演出：神里雄大）

### CM
2024年
- 花王「ヘルシア」 - ヘルシアくんの声（監督：泉田岳）

2023年
- レイク「ハッピーバースデー編」（監督：泉田岳）

2022年
- WebCM 婦人画報のお取り寄せ〜幸せの三人・僕たちに（監督：泉田岳）
- WebCM ボールド洗濯大名〜楽屋編他（監督：平田大輔）

2019年～2020年
- TVer【見逃し探偵ティーバー 第4話『男泣き』篇】（監督：堀井亮良）
- ラジオCM・新日邦【コンコルドラジオ わくシリーズ『沸く「風呂」』篇、準備万端シリーズ『令和を知らなかっら男』篇】〈静岡ローカル〉（監督：山内ケンジ）　
※ 2020年 60th ACC TOKYO CREATIVITY AWARDS ラジオ&オーディオ広告部門　クラフト賞　演技賞受賞

2017年
- 生涯学習のユーキャン【変わる、きっかけ 『負けん気秘め子』篇】（監督：箱田優子）

2015年～2016年
- 富士通 ISサービス『富士通の新しいインテグレーションコンセプト』（WEB広告ほか）